# 221街車站
221街車站（英語：221st Street）曾為紐約地鐵IRT百老匯-第七大道線一個慢車地鐵站，位於英伍德221街及百老匯交界。

## 歷史
第一條地鐵西端支線由起初的157街向北延長至221街，並於1906年3月12日起成為路線的臨時總站此延線由一個接駁線服務來往157街及221街，直至快車於1906年5月30日起直接開至221街。
車站於1907年1月14日經一條跨過哈林輪船運河的橋樑延長至大理石山-225街後關閉。221街車站的服務停止後，車站建築被拆去並移動到230街及百老匯作為新的臨時總站。